# Projekt informatyczny
Projekt informatyczny (ang. Information Technology Project, IT project) – jest to projekt, który ma na celu stworzenie systemu informatycznego, czyli powiązanych ze sobą elementów takich jak: sprzętu, oprogramowania, zasobów ludzkich, elementów informacyjnych i organizacyjnych, które mają za zadanie przetwarzanie danych za pomocą techniki komputerowej.
Projekt informatyczny może dotyczyć:
– wytworzenia oprogramowania (produkcji oprogramowania), wtedy zgodnie z zasadami inżynierii oprogramowania możemy mówić o zarządzaniu przedsięwzięciem programistycznym, czyli zarządzaniu procesem produkcji oprogramowania,
– wdrożenia oprogramowania,
– wdrożenia infrastruktury IT,
lub jednocześnie kombinacji tych dwóch lub trzech podpunktów.

## Metodologie zarządzania projektami informatycznymi
Obecnie istnieje wiele metodyk, które pozwalają na efektywne zarządzanie projektami (nie tylko informatycznymi).
Ciężko jest wybrać, która z metodologii jest najbardziej skuteczna, gdyż każda ma swoje elementy charakterystyczne i zespół prowadzący dany projekt musi wybrać najbardziej odpowiadającą dla siebie. Bez względu na cechy szczególne i różnice między metodykami, każda powinna spełniać jasno określone zadanie – prowadzić do jak najbardziej efektywnego osiągnięcia celu projektu, co oznacza wspieranie procesu zarządzania projektem przez cały czas jego trwania. Bardzo ważna w tym procesie jest także neutralizacja wpływu ryzyka, które jest nieodzowną częścią każdego przedsięwzięcia, można więc powiedzieć, że zarządzanie projektami to wiedza jak minimalizować ryzyko i szansę porażki przez cały cykl życia projektu.
Istotnym zadaniem, które powinno spełniać zarządzanie projektem jest budowanie wzajemnych relacji w zespole projektowym oraz jego motywacji, ponieważ jest to element niezbędny do owocnej realizacji projektu, aby osiągnąć wysoki poziom świadomości w zespole do dążenia do jednego określonego celu.

### PRINCE2
PRINCE2 to najnowsza wersja metodyki PRINCE, stworzona w oparciu o metodykę PROMPT.
PRINCE to skrótowiec od angielskiej nazwy Projects In Controlled Environments, co oznacza Projekty w kontrolowanym środowisku. Jest to metodologia, która jest stosowana zarówno przez duże międzynarodowe przedsiębiorstwa, jak i małe prywatne firmy.

### PMBoK Guide
PMBoK Guide jest bardzo ważnym punktem na mapie metodologii zarządzania projektami informatycznymi, który został zebrany i opublikowany przez członków Project Management Institute, której pierwsza edycja ukazała się w 1996 roku.
Według niektórych opinii PMBoK nie jest metodyką, lecz zbiorem dobrych praktyk. Obejmuje szerszą tematykę niż metodologia PRINCE2, np. zwraca uwagę na zagadnienia międzyludzkie oraz komunikacyjne. Procesy zarządzania podzielone są na pięć grup i dziewięć obszarów wiedzy.

### SCRUM
SCRUM to popularna metodyka zarządzania przedsięwzięciami programistycznymi (czyli procesem produkcji oprogramowania). Autorami tejże koncepcji jest dwójka japońskich specjalistów z zakresu zarządzania wiedzą (ang. Knowledge Managemant) – Ikujiro Nonaka oraz Jirotaka Takeuchi. Stworzona przez nich metoda to zwinna (adaptacyjna) metodyka zarządzania przedsięwzięciami informatycznymi, czyli tzw. Agile Project Management. Z języka angielskiego Scrum oznacza młyn – jest to sposób rozgrywania piłki w grze rugby.
Ogromny nacisk w tej metodyce kładzie się na wchodzenie w interakcję z klientem, dostosowywanie się do zmian oraz indywidualność. Jednym z celów tego standardu jest wykreowanie pewnej wartości na każdym z etapów przygotowywania i realizacji przedsięwzięcia informatycznego biorąc jednocześnie pod uwagę dynamicznie zmieniające się czynniki otoczenia zewnętrznego oraz ludzki potencjał.

### TenStep
TenStep to metodologia stworzona na bazie Project Management Body of Knowledge. Jest to metoda składająca się, jak nazwa wskazuje (ang. ten – dziesięć), z dziesięciu kroków. Numer kroku wskazuje na to jaki ma on priorytet, a podstawowa zasada wskazuje, że im większe przedsięwzięcie mamy do zrealizowania, tym więcej kroków będzie trzeba wykonać. Oczywiście chodzi tu o poszerzanie stopnia zaawansowania projektu i jego szczegółowości. Standard ten daje możliwość stworzenia jasnej struktury uprawnień i odpowiedzialności w grupie projektowej, dzięki temu wiemy co od kogo możemy oczekiwać. Projekty realizowane są w sposób przejrzysty a podejmowanie natychmiastowych decyzji w kryzysowych sytuacjach korzystnie wpływa na redukcję poziomu ryzyka. Poprzez dokładną i uważną analizę otoczenia możliwe jest zdefiniowanie sukcesu projektu i warunkach w jakich będzie on skutecznie realizowany.